# Chelengk

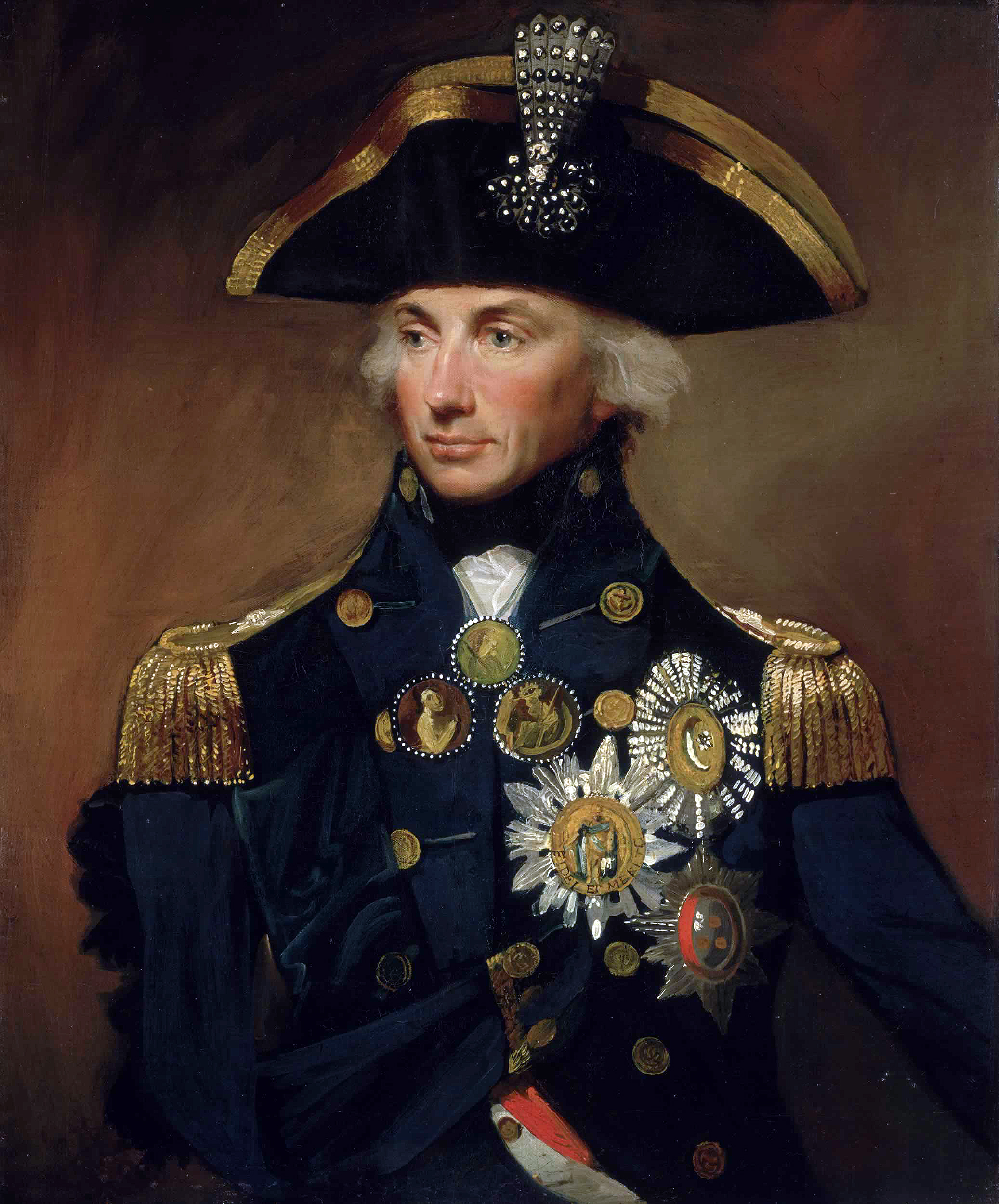
Nelson, door Lemuel Francis Abbott, met een chelengk op zijn steek

Een chelengk (Turks: çelenk) was een decoratie die door de Ottomaanse heersers, de sultans van Turkije, werd verleend. De typische chelengk was een aigrette die op de tulband werd gedragen en met edelstenen of parels was versierd.
Iedere chelengk was verschillend. Men bestelde wanneer daar aanleiding voor was een juweel om dat, in plaats van een ridderorde of onderscheiding, die het Ottomaanse hof tot 1799 niet kende, aan een verdienstelijk militair of bestuurder uit te reiken.
Veel chelenks hebben de vorm van een bloem of tak.
Horatio Nelson ontving in 1799 een chelengk en een ovale onderscheiding die men "Orde van de Halve Maan" is gaan noemen. De ijdele Nelson voegde het juweel, in strijd met de geldende regels, toe aan zijn marine-uniform door de aigrette op zijn steek te spelden.
Nelsons chelengk werd in 1951 gestolen en is waarschijnlijk vernield om de stenen los te kunnen verkopen.
De aigrette van Nelson was uitzonderlijk. Het was de persoonlijke chelengk van de sultan geweest en had een klokwerkje waardoor de dertien pluimen gingen trillen. De Braziliaanse diamanten, deze zijn vaak goudkleurig, schitterden dan in het licht. Ook de grote centraal geplaatste diamant bewoog in zijn kast. De waarde van de stenen werd in 1799 op £ 2000 geschat (twintig jaarinkomens van een gezin uit de middenstand).
Na zijn mede-officieren enige tijd met het mechaniekje te hebben vermaakt zag Nelson in dat zijn versiersel "de trop" was en heeft hij zes pluimen laten verwijderen. Zij werden in een juweel voor zijn geliefde, Lady Emma Hamilton, verwerkt.
Ook in de 19e eeuw was de vorm van de chelengk nog lange tijd in de ridderorden terug te vinden. Pas rond 1850 werden de chelengk verdrongen door Europese onderscheidingen.
Çelenk, de moderne Turkse spelling, is een woord voor rond ornament met florale elementen.